# محرم (جاهلية)
المُحَرَّم (أيضا الأَصَمّ أو مُنْصِل الأَسِنّـَة) اسم شهر رجب في الجاهلية، وهو الشهر السابع من شهور السنة في الجاهلية.

## أصل التسمية
سمي هذا الشهر المُحَرَّم لكونه من الأشهر الحُرُم.